# Comité olympique slovaque
Le Comité olympique et sportif slovaque (nom officiel en slovaque, Slovenský olympijský a športový výbor) est le représentant de la Slovaquie au Comité international olympique (CIO) ainsi que le fédérateur des fédérations sportives slovaques. Il appartient aux Comités olympiques européens et est localisé à Bratislava.
Le comité olympique slovaque est fondé en 1992 et reconnu par le Comité international olympique en 1993.

Ancien logo du comité olympique slovaque